# Комаровка (Айиртауський район)
Комаро́вка (каз. Комаров) — село у складі Айиртауського району Північноказахстанської області Казахстану. Входить до складу Антоновського сільського округу.
Населення — 344 особи (2021; 379 у 2009, 472 у 1999, 595 у 1989).
Національний склад станом на 1989 рік:
- росіяни — 43 %
- казахи — 38 %.